# Alleluia (motorfiets)

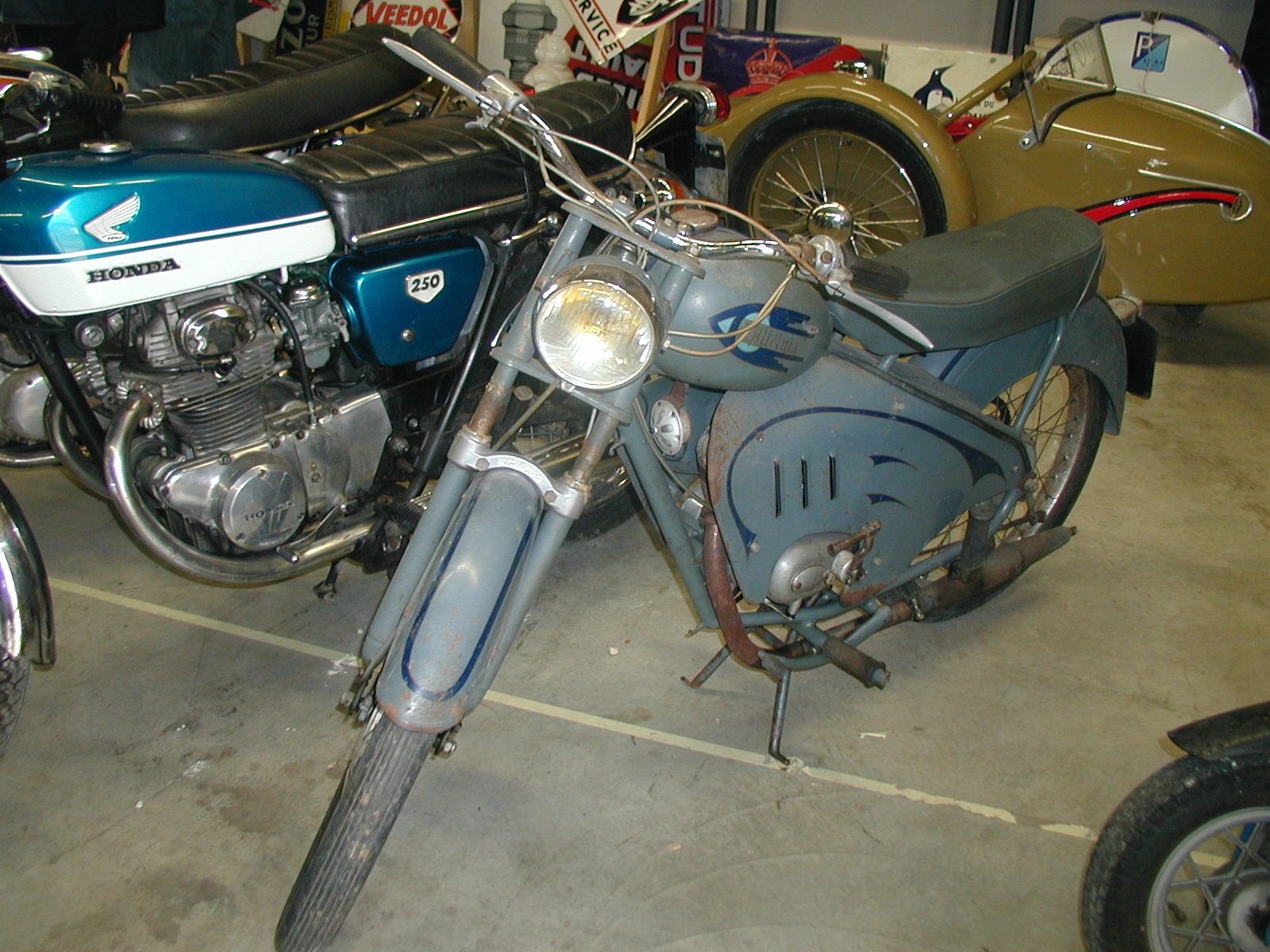
Alléluia bromfiets

Alleluia was een Frans motorfietsmerk dat aanvankelijk in de jaren twintig 175cc-motorfietsjes maakte.
In de jaren vijftig kwam het merk terug met bromfietsen waarin inbouwmotoren van andere merken zaten.